# Monségur (Pireneje Atlantyckie)
Monségur – miejscowość i gmina we Francji, w regionie Nowa Akwitania, w departamencie Pireneje Atlantyckie.
Według danych na rok 1990 gminę zamieszkiwało 106 osób, a gęstość zaludnienia wynosiła 37 osób/km² (wśród 2290 gmin Akwitanii Monségur plasuje się na 1070. miejscu pod względem liczby ludności, natomiast pod względem powierzchni na miejscu 1542.).